# 肺吸虫症
肺吸虫症（はいきゅうちゅうしょう、英: paragonimiasis）とは住胞吸虫科Paragonimus属に属する吸虫の寄生を原因とする寄生虫病。

## 解説
日本ではウェステルマン肺吸虫 (P. westermanii)、大平肺吸虫 (P. ohirai)、宮崎肺吸虫 (P. miyazakii)、小形大平肺吸虫 (P. iloktsuenesis)、佐渡肺吸虫 (P. sadoensis) の5種が原因となる。ただし、ウェステルマン肺吸虫の3倍体個体群を生態や感染性の違いにより、別種のベルツ肺吸虫 (P. pulmonalis) として扱うこともあり、その場合は日本産の肺吸虫は6種となる。また、小型大平肺吸虫と佐渡肺吸虫の2種を大平肺吸虫のシノニムとみなす見解も提唱されている。これらのうち、ヒトに感染して肺まで到達しうるのはウェステルマン肺吸虫、ベルツ肺吸虫、宮崎肺吸虫の3種、ヒトの肺で成虫にまで発育して普通に生活環を完了できるのはベルツ肺吸虫1種である。世界では28種が独立種とされており、少なくとも11種の人体寄生が報告されている。
肺吸虫の虫卵は気管、消化を経て糞便とともに排出、あるいは喀痰とともに排出される。虫卵は水中での発育を経てミラシジウムとなり、ミラシジウムは第一中間宿主である貝の体表から侵入し、体内でスポロシスト、レジア、セルカリアに発育する。第一中間宿主の体内から脱出したセルカリアが、第二中間宿主であるカニ（たとえばベルツ肺吸虫ではモクズガニ、ウェステルマン肺吸虫ではサワガニ）の関節部の体表から侵入することで体内へ移行し、セルカリアからメタセルカリアに発育する。かつてはカニが第一中間宿主を摂食することで体内に移行するとされたが、実験的に否定された。終宿主がカニ類を摂取することにより終宿主の小腸へ移行し、小腸で脱嚢、腹壁を穿孔して胸腔を経て肺へ移動し、ペアを形成して虫嚢を作る。

## 症状
症状は創傷性肝炎、腹膜炎、胸水貯留、気胸、発熱、発咳、血痰などであり、血液所見は好酸球数増加を伴う白血球数の増加を示す。人体寄生例では脳へ侵入した場合、頭痛、嘔吐、てんかん様発作、視力障害などを示して死亡することがある。肺で成虫になっている場合、糞便や喀痰を材料としてMGL法やAMSIII法などの沈澱虫卵法を経て虫卵を検出することにより、診断できる。

## 治療
治療にはプラジカンテルやビチオノールが有効。